# 1998 QU45
1998 QU45 är en asteroid i huvudbältet som upptäcktes den 17 augusti 1998 av LINEAR i Socorro County, New Mexico.
Asteroiden har en diameter på ungefär 3 kilometer.